# 傑爾加尼夫卡
49°41′32″N 29°3′48″E / 49.69222°N 29.06333°E
傑爾加尼夫卡（烏克蘭語：Дерганівка），是烏克蘭北部的村莊，隸屬日托米爾州的別爾季切夫區。該村始建於1185年，面積2.94平方公里，海拔高度221米，2001年人口799，人口密度每平方公里271.77人。